# Jesús Carballo
Jesús Carballo (Madrid, 26 de novembro de 1976) é um ex-ginasta espanhol, que competiu em provas de ginástica artística.
Irmão de Javier e Manolo Carballo, o ginasta começou na modalidade por influência dos pais: mãe ginasta e pai treinador. A partir daí, iniciou os treinamentos aos seis anos, no San Blas, e ingressou posteriormente no CU Las Palmas, pelo qual passou a obter resultados. Em 1988 conquistou o título nacional do individual geral. Quatro anos mais tarde, tornou-se um ginasta internacional pela Espanha, cujos nacionais conquistou por três seguidas vezes.
Sua primeira medalha internacional em uma competição de grande porte foi o bronze no Europeu Júnior, de 1994. Entre seus maiores êxitos da carreira estão duas vitórias mundiais na barra fixa, em 1996 1999, e uma prata, em 1997. Em 1999, uma lesão no joelho, agravada por um problema anterior, o fez retirar-se das competições após não conseguir se recuperar completamente, mesmo tentando no ano seguinte, competir nos Jogos Olímpicos de Sydney. Aposentado da modalidade artística, dedicou-se a profissão de treinador.